# Anders Langenskiöld
Anders Fabian Langenskiöld, född 7 maj 1916 i Helsingfors, död 8 juli 2000 i Esbo, var en finländsk läkare. Han var son till kirurgen Fabian Langenskiöld. 
Langenskiöld disputerade som medicine kandidat 1941 på en fysiologisk avhandling handledd av Ragnar Granit och blev medicine och kirurgie doktor 1943. Han tjänstgjorde 1947–1954 vid Kirurgiska sjukhuset i Helsingfors, var 1956–1968 överläkare vid Invalidstiftelsens ortopediska sjukhus (numera Orton) och 1968–1979 professor i ortopedi och traumatologi vid Helsingfors universitet. 
Langenskiöld är känd för sin experimentella forskning speciellt över tillväxten av det unga skelettet, och därpå baserade metoder att förebygga och korrigera ortopediska sjukdomar såsom felställningar i ryggraden och ledslitage. Han var gästprofessor vid ett stort antal ansedda utländska universitet och kallades till hedersledamot av Finska Läkaresällskapet samt flera anglosaxiska och nordiska medicinska föreningar.